# Heinz Zöger
Heinz Zöger, född 19 november 1915 i Leipzig, död 21 mars 2000 i Berlin, var en tysk journalist.
Zöger var från början lärling som sättare och blev som 17-åring medlem i det "Antifascistiska röda gardet". Två gånger blev han häktad under 1933 till följd av denna verksamhet. Efter andra världskriget slut blev han medlem i Tysklands kommunistiska parti och hade sedan olika arbeten inom radion i DDR. Åren 1955–1956 var han chefredaktör för veckotidningen Sonntag. Tillsammans med bland andra Walter Janka och Gustav Just blev Zöger fängslad 1957 och släpptes 1959. Efter frisläppandet flydde han till Västtyskland, där han fortsatte arbeta inom radion. Zöger var gift med Carola Stern.